# Lophosquilla
Lophosquilla is een geslacht van kreeftachtigen uit de klasse van de Malacostraca (hogere kreeftachtigen).

## Soorten
- Lophosquilla costata (de Haan, 1844)
- Lophosquilla makarovi Manning, 1995
- Lophosquilla tiwarii Blumstein, 1974